# Sisimiut (plaats)
Sisimiut (Deens: Holsteinsborg) is een stad in het zuidwesten van Groenland. In de stad wonen 5.582 mensen (1 januari 2020), waarmee het na de hoofdstad Nuuk de grootste stad van Groenland is. De stad maakt deel uit van de gemeente Qeqqata.
De stad ligt op 66° 55′ NB, 53° 40′ WL , ongeveer 75 kilometer ten noorden van de poolcirkel. De stad is de meest noordelijke haven van Groenland die het gehele jaar ijsvrij is.
De belangrijkste inkomstenbron van de stad is, net als in de meeste plekken op Groenland, visserij.
Sisimiut beschikt sinds enige jaren over een eigen openbaarvervoersbedrijf dat maar één lijn exploiteert. Deze lijn slingert door alle delen van de stad. Op de lijn worden voormalige bussen van Nuup Bussii A/S ingezet, die dateren uit de jaren 90. In de stad zijn iets meer dan 1000 hondensledes aanwezig.
De stad wordt van energie voorzien door de waterkrachtcentrale Sisimiut. De werkzaamheden aan een 130 kilometer lange wegverbinding met Kangerlussuaq zijn in 2020 gestart. Het is de eerste grote wegverbinding tussen twee plaatsen in Groenland, waar transport tussen de verschillende plaatsen nagenoeg geheel over water of via de lucht gaat.
Het dorp is het start- of eindpunt van de Arctic Circle Trail.

## Galerij

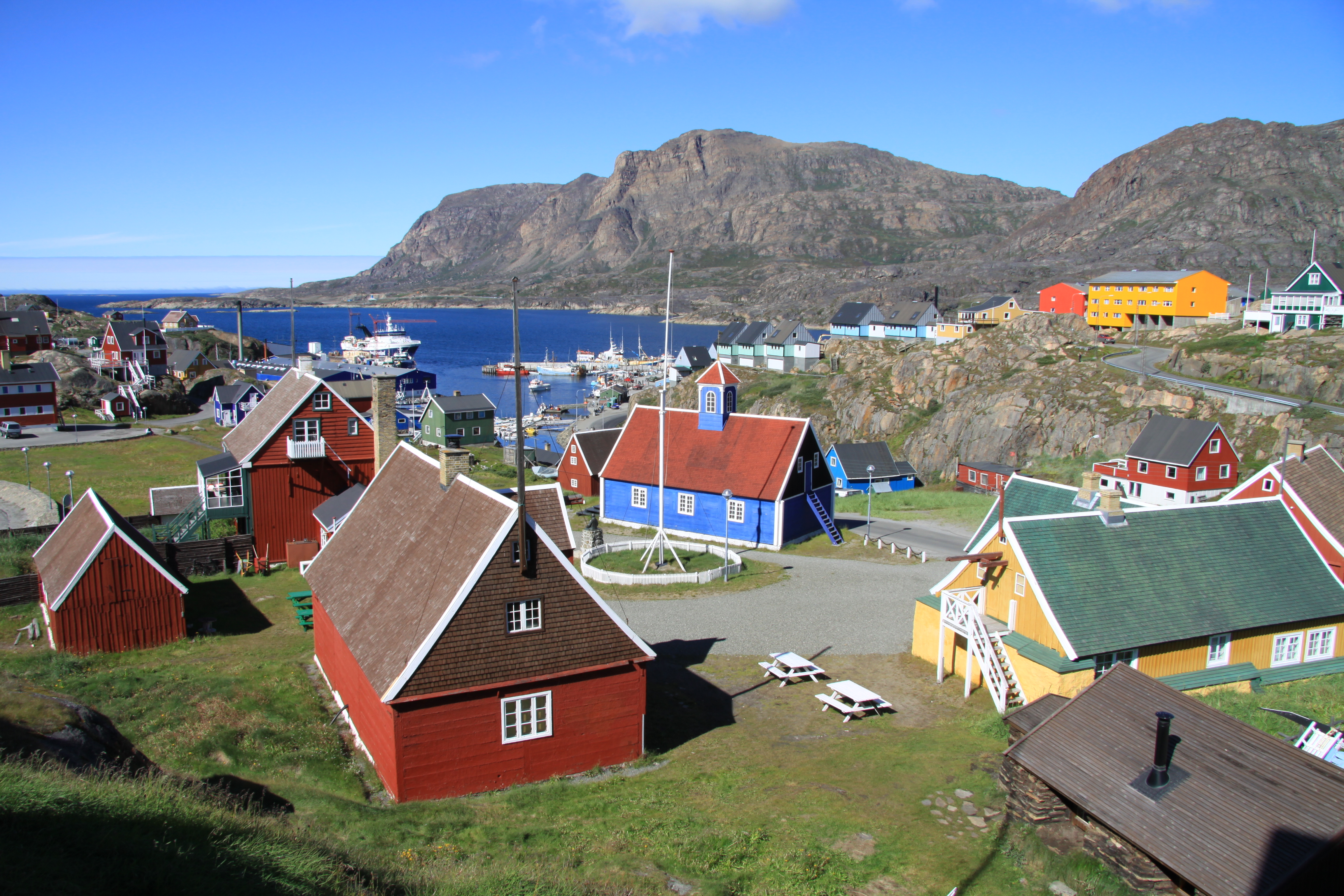
Het stadje in de zomer van 2010
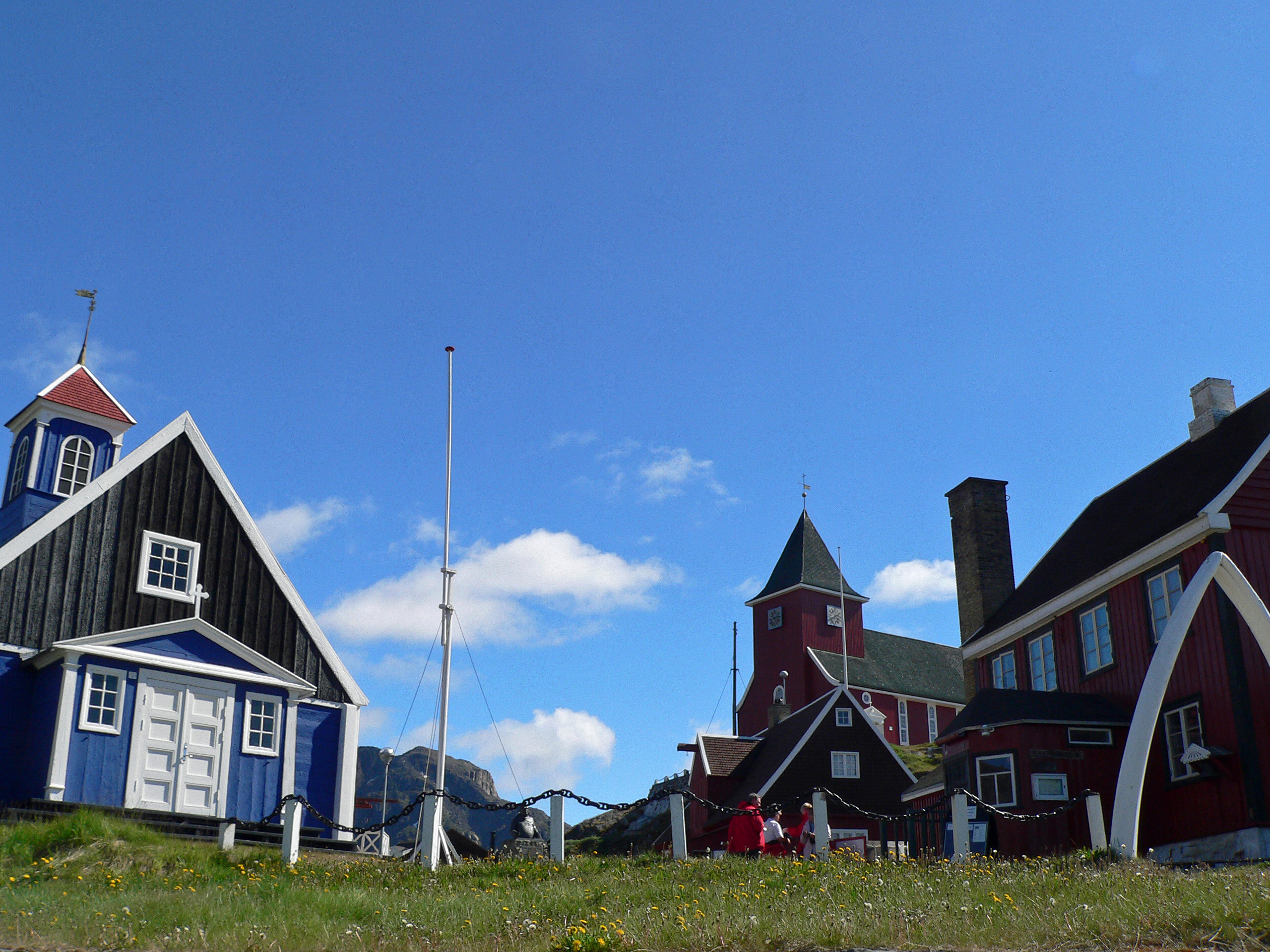
De oude en de nieuwe kerk van het stadje

## Trivia
Sisimiut is de grootste stad van Noord-Amerika boven de poolcirkel.